# Hinterrhein
Hinterrhein (en romanche Valragn) era una comuna suiza del cantón de los Grisones, situada en el distrito de Hinterrhein, círculo de Rheinwald. Limitaba al norte con la comuna de Vals, al este con Nufenen, al sur con Mesocco, y al oeste con Malvaglia (TI) y Blenio (TI). En la actualidad forma parte de la comuna de Rheinwald.
En el pueblo hay unas cien cabras que en verano van cada día con un pastor a los pastos. El ordeño queda en las manos de los campesinos. A partir de mediados de agosto se añaden al rebaño unos pocos machos cabríos.[cita requerida]